# Барикко, Алессандро
Алесса́ндро Бари́кко (итал. Alessandro Baricco, р. 1958 г.) — известный итальянский писатель, драматург, журналист, эссеист, литературный и музыкальный критик. Романы писателя переведены на множество языков, включая русский.

## Биография
Алессандро Барикко родился 25 января 1958 года в Турине.
Получив степень по философии под руководством Джанни Ваттимо и окончив консерваторию по классу фортепиано, Барикко опубликовал два эссе по музыкальной критике: «Бегство гения. О музыкальном театре Россини» (Il genio in fuga. Sul teatro musicale di Rossini, 1988) о Джоаккино Россини и «Душа Гегеля и висконсинские коровы» (L’anima di Hegel e le mucche del Wisconsin) о связи музыки с современностью. Впоследствии работал музыкальным критиком в газетах La Repubblica и La Stampa и вёл ток-шоу на канале Rai Tre.
Барикко дебютировал в литературе с романом «Замки гнева» в 1991 году. В 1993 году стал одним из соучредителей школы писательского мастерства в Турине, названной Школой Холдена (Scuola Holden) по имени главного героя романа Дж. Д. Сэлинджера «Над пропастью во ржи» Холдена Колфилда. В настоящее время после более десяти лет существования в школе читается множество курсов по всевозможным техникам повествования от создания сценариев до журналистики, от разработки сюжетов видеоигр до написания романов и рассказов. В числе преподавателей школы побывали выдающиеся писатели.
В последующие годы Барикко стал широко известен по всей Европе, его книги занимали верхние места в списках бестселлеров в Италии и во Франции. В 1993 году за роман «Море-океан» Барикко получил премию Виареджо. Широкое признание получила экранизация его театрального монолога «1900. Легенда о пианисте» (1994), осуществлённая в 1998 году обладателем «Оскара» режиссёром Джузеппе Торнаторе.
Барикко также работал с французской группой Air; их совместный релиз «City Reading» представляет собой чтение романа Барикко «City» на фоне музыки дуэта французских музыкантов. В 2003 году Барикко переехал из Турина в Рим, где и живёт в настоящее время с партнёршей — пианисткой Глорией Кампанер.
В январе 2022 года объявил, что у него диагностирована лейкемия и он должен пройти курс лечения.
В 2007 году на экраны вышел фильм «Шёлк» по одноименному роману писателя, главные роли в котором исполнили Майкл Питт и Кира Найтли. Иллюстрации к французскому изданию книги сделала художница Ребекка Дотремер. В 2008 году Барикко дебютировал в качестве режиссёра с фильмом «21-я лекция», посвящённым Девятой симфонии Бетховена.

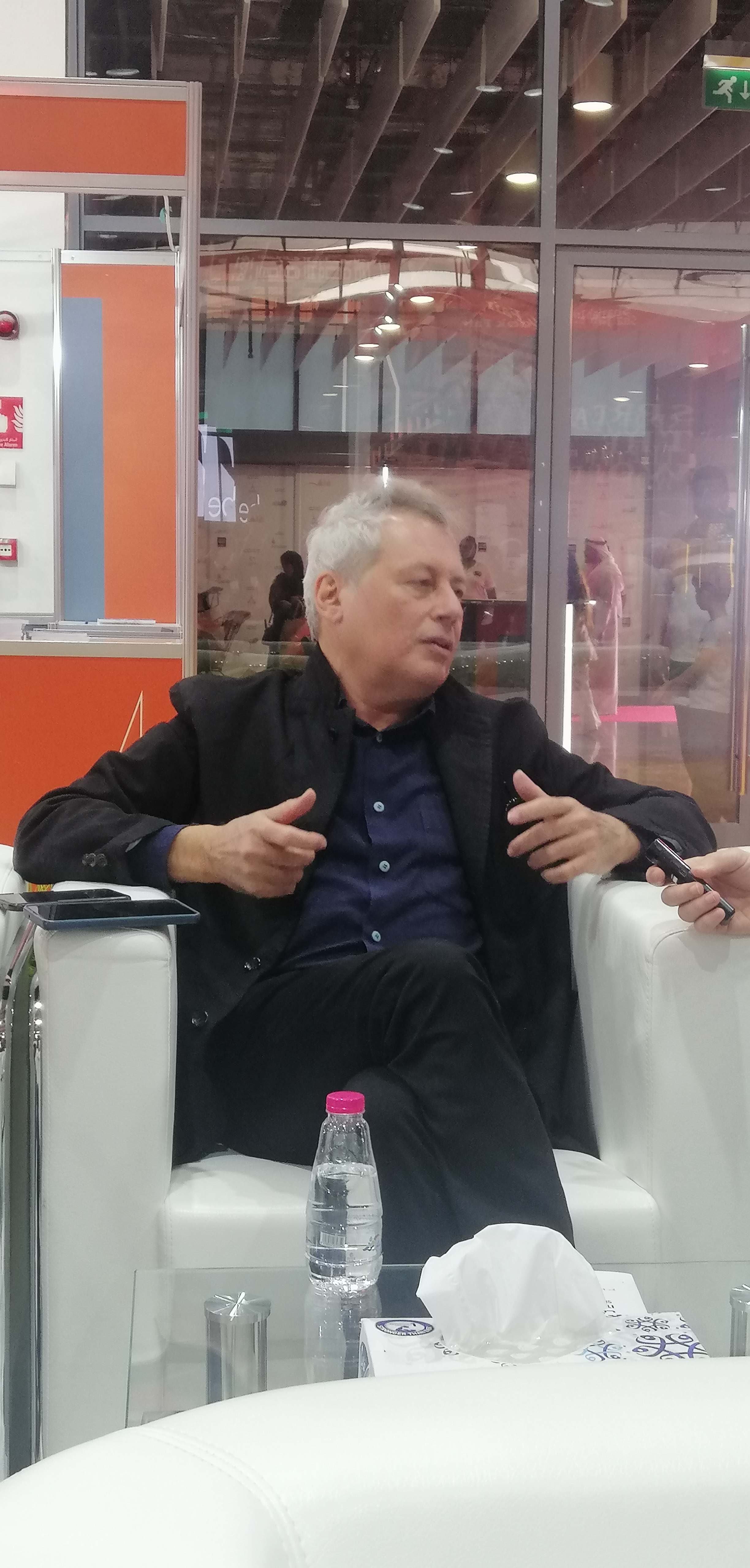
Алессандро Барикко на книжной ярмарке в Шардже 5 ноября 2022

## Произведения

### Романы
- Замки гнева / Castelli di rabbia (1991, рус. перевод 2004)
- Море-океан / Oceano Mare (1993, рус. перевод 2001)
- 1900. Легенда о пианисте / Novecento (1994, рус. перевод 2005) (театральный монолог)
- Шёлк / Seta (1996, рус. перевод 2001)
- City / City (1999, рус. перевод 2002)
- Без крови / Senza sangue (2002, рус. перевод 2003)
- Гомер. Илиада/ Omero. Iliade (2004 год, рус. перевод 2007 год)
- Такая история / Questa storia (2005, рус. перевод 2007)
- Эммаус / Emmaus (2009, рус. перевод 2010 год)
- Мистер Гвин / Mr Gwyn (2011 год, рус. перевод 2012 год)
- Трижды на заре / Tre volte all’alba (2012 год, рус. перевод 2013 год)
- Smith & Wesson (2014 год)
- Юная невеста / La Sposa giovane (2015 год, рус. перевод 2016 год)
- Игра / The Game (2019)

### Сценарии
- 1900. Монолог / Novecento. Un monologo (Feltrinelli, 1994)
- Испанская партия / Partita spagnola (с Лючией Моизио) (Dino Audino, 2003)

### Очерки и серии статей
- Il genio in fuga. Sul teatro musicale di Rossini (Il Melangolo, 1988 — Einaudi, 1997)
- L’anima di Hegel e le mucche del Wisconsin (Garzanti, 1993 — Feltrinelli, 2009)
- Barnum. Cronache dal Grande Show (Feltrinelli, 1995) ISBN 88-07-81346-7
- Barnum 2. Altre cronache del Grande Show (Feltrinelli, 1998)
- Next. Piccolo libro sulla globalizzazione e il mondo che verrà (Feltrinelli, 2002)
- I barbari. Saggio sulla mutazione (Fandango 2006 — Feltrinelli, 2008)

### Разное
- Nota introduttiva e postfazione di Cuore di Tenebra, di Joseph Conrad, Universale Economica Feltrinelli, 1995
- Totem, con Gabriele Vacis e Ugo Volli, Fandango Libri, 1999
- Totem 1 + videocassetta, con Gabriele Vacis, Rizzoli, 2000
- Totem 2 + videocassetta, con Gabriele Vacis, Rizzoli, 2000
- Introduzione a Chiedi alla polvere di John Fante, Einaudi 2003
- Le scatole di Totem, Holden Libri 2002
- City Reading — Tre storie western, CD con gli Air, Virgin 2003
- Totem. L’ultima tournée, Baricco, Vacis, Tarasco, Einaudi 2003
- City reading project. Lo spettacolo a Romaeuropa Festival, Rizzoli 2003
- La sindrome Boodman, Linea D’Ombra

## Инсценировки и экранизации произведений
- 2007, 14 февраля — «1900» моноспектакль в постановке Филармонии Джазовой Музыки (Санкт-Петербург), реж. Джулиано Ди Капуа.
- 2008, 22 апреля — «1900», моноспектакль [www.lib.ru/INPROZ/BARIKKO/novecento.txt по одноимённой повести], реж. Олег Меньшиков и др. Трубач, друг Новоченто — Олег Меньшиков. / «Театральное товарищество О. Меньшикова» — программка, пресса — пресса — рецензия
- 2008, 5 мая — «1900», моноспектакль, реж. Александр Марченко. Новоченто — Тимофей Трибунцев / Театр Музыки и Поэзии Елены Камбуровой — пресса
- 2017, 23 ноября — «1900-й. Легенда о пианисте», морское путешествие без антракта, реж. Сергей Голомазов. Пианист — Улдис Мархилевич / Рижский русский театр им. Михаила Чехова.
- 2019, 18 октября — «Шёлк», мюзикл в постановке театра «Мюзик-Холл» (Санкт-Петербург)., реж. Лев Рахлин.
- 2021, 17 апреля — «1900-й. Легенда о пианисте», история, которую хочется рассказать, реж. Ирина Леонова. Трубач — Александр Дривень. Пианист — Борис Березовский / Малый театр

В 2022 году начались съёмки фильма «Без крови». Режиссёр проекта — Анджелина Джоли.